# Joe Vogel (político)
Joseph Vogel, conocido como Joe Vogel (Montevideo, 4 de enero de 1997) es un político estadounidense nacido en Uruguay.

## Biografía
Nacido y criado en Montevideo, desciende de sobrevivientes del Holocausto. Debido al trabajo de su padre, con su familia se trasladaron a los Estados Unidos. En la secundaria se acercó a BBYO, lo que le marcó su vocación por la política. Hizo sus estudios universitarios en la Universidad George Washington y Escuela Harvard Kennedy.
Milita en el Partido Demócrata de los Estados Unidos. Fue electo en 2023 para integrar la Cámara de Delegados (cámara baja) del estado de Maryland.
Vogel es de religión judía y abiertamente gay. Es trilingüe: habla español, inglés y hebreo.